# Issou
Issou là một xã thuộc tỉnh Yvelines, trong vùng Île-de-France, Pháp, có cự ly 6 km về phía đông của Mantes-la-Jolie. Dân số năm 1999 là 3382 người, diện tích là 4,8 km2.
Người dân địa phương trong tiếng Pháp gọi là Issoussois.

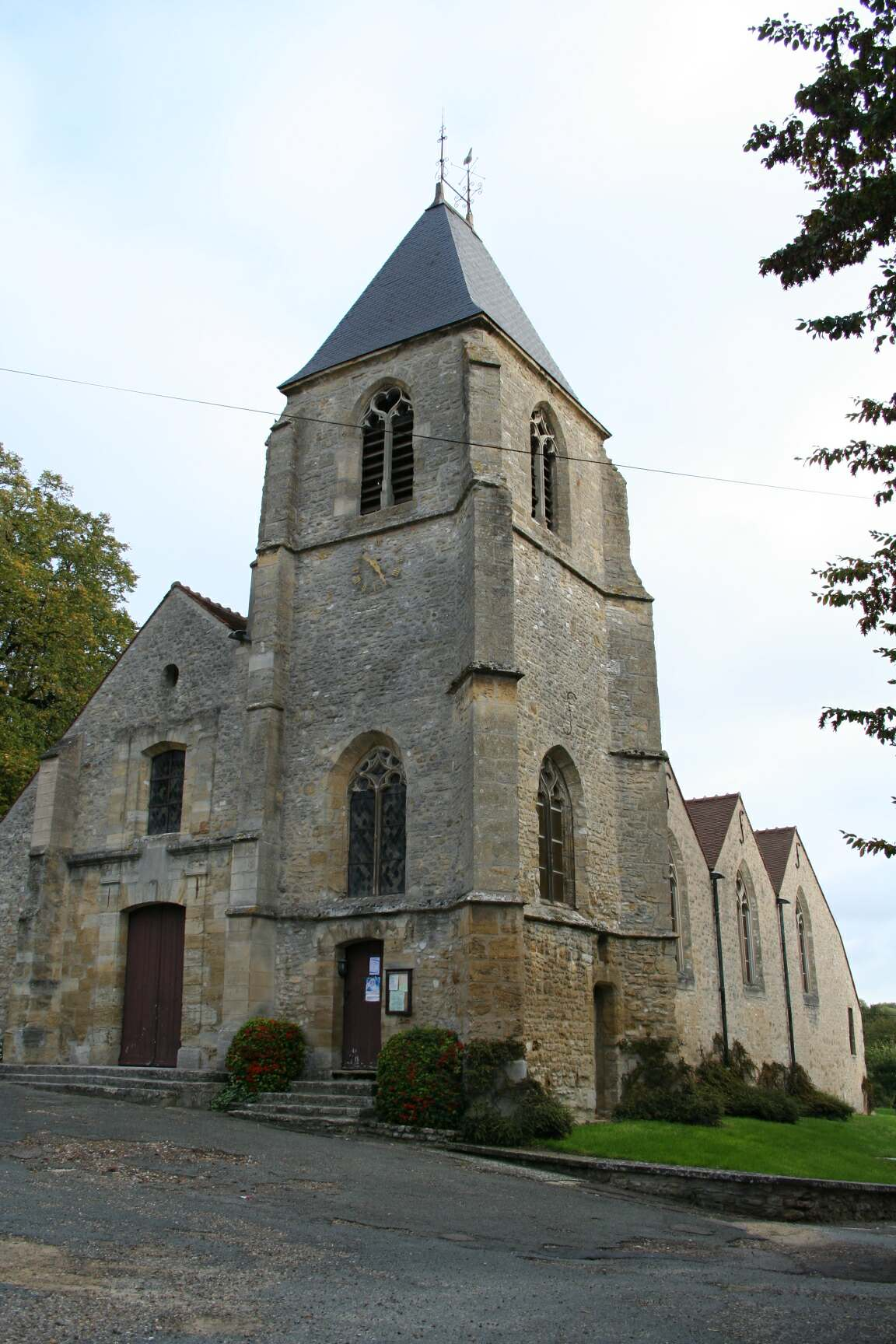
Église Saint-Martin